# Valeria de jure suffragii
Valeria de jure suffragii va ser una antiga llei romana de l'any 188 aC quan eren cònsols Marc Valeri Messal·la i Gai Livi Salinator, a proposta del tribú de la plebs Gai Valeri Tapó. Donava dret de sufragi als nadius de Fundi, Formia (inscrits a la tribu Emília) i els Abruços (inscrits a la tribu Cornèlia); tots els afectats tenien la ciutadania romana i fins llavors sense dret a sufragi.